# Senaiga
Il Senaiga è un corso d'acqua a carattere torrentizio che si sviluppa tra le province di Trento e Belluno.
Il torrente nasce dal Col del Boia (2033 m s.l.m.) in provincia di Trento. Dopo pochi chilometri entra in provincia di Belluno (in cui si sviluppano 14,82 km del corso) mantenendo una direzione ovest-est; sotto al paese di San Donato fa un salto di trenta metri con la cascata del Salton. Sfocia nel Cismon nei pressi di Ponte Serra ad una quota di 335 m s.l.m.
Pochi chilometri prima della confluenza nel Cismon, a sud di Lamon, uno sbarramento artificiale forma il Lago del Senaiga.
I principali affluenti sono il torrente Valpora (affluente di sinistra lungo 9 km, confluisce nel torrente direttamente nel bacino artificiale) e il torrente Valmaggiore (di destra).